# ايدسون كاستيو
ايدسون كاستيو (بالإسبانية: Edson Castillo) (18 مايو 1994 ببويرتو أورداز في فنزويلا - ) هو لاعب كرة قدم فنزويلي في مركز الوسط.

## روابط خارجية
- ايدسون كاستيو على موقع قاعدة بيانات كرة القدم.إي يو (الإنجليزية)
- ايدسون كاستيو على موقع ناشيونال فوتبول تيمز (الإنجليزية)
- ايدسون كاستيو على موقع Soccerway.com (الإنجليزية)
- ايدسون كاستيو على موقع AS.com (الإسبانية)